# Предраг Јокић
Предраг Јокић (Котор, СФРЈ, 3. фебруар 1983) је црногорски ватерполиста. Тренутно наступа за немачки Хановер.
Поникао у Јадрану са којим је освојио три титуле и два купа. Проглашен за најбољег спортисту Црне Горе 2004. Године 2005. је прешао у Савону.
Са јуниорском репрезентацијом Југославије освојио је Европско првенство 2000. у Ленену и 2002. у Барију. У сениорској репрезентацији први пут је играо на званичном такмичењу на Европском првенству 2003. у Крању када је Србија и Црна Гора освојила златну медаљу. На Светском првенству исте године 2003. освојио бронзану медаљу. Са репрезентацијом Србије и Црне Горе освојио је сребрну медаљу на Олимпијским играма 2004. у Атини и златну медаљу на Светском првенству 2005. у Монтреалу. Са репрезентацијом Црне Горе освојио је златну медаљу на Европском првенству 2008. у Малаги.